# Aikibudo
Aikibudo je bojové umění, založené na využití protivníkovy síly a energie.
V překladu tento název znamená „Cesta spojených energií“ a je převzat ze starého daito ryu jujutsu, kde byl veden a vyučován pod názvem aiki-in-yo (využití spojené síly kladné a záporné energie). Aikibudo vytvořil Alain Floquet, nositel 8. danu aikibudo, 7. danu nihon ju-jitsu, 6. danu Tenshin Shoden Katori Shinto Ryu a držitel Menkio Kaden z Daitoryu Jujutsu.
Název „aikibudo“ je používán oficiálně od roku 1980 a to po vzájemné dohodě Alaina Floqueta a Minoru Mochizukiho. Tento název byl zvolen, aby byla dána najevo rozlišnost od Aikido, které bylo v té době ve Francii a ve světě vyučované.
Floquet určil jako nosnou kostru pro aikibudo tato bojová umění:
- Yoseikan-Aikido (škola Minoru Mochzukiho)
- Daito Ryu (škola Takedy Tokimuneho)
- Tenšin šóden katori (škola Sugina Yoshia)

Tato tři bojová umění tvoří hlavní náplň aikibudo.
Aikibudo tedy není tradičním japonským bojovým uměním a pod tímto názvem se v Japonsku nevyučuje. Vyučují se pouze výše uvedená bojová umění.

## Historie
Aikibudo, takové jak ho známe dnes, vzniklo v roce 1980, když francouzský učitel bojových umění Alain Floquet založil svoji vlastní školu (systém). Co vedlo tehdy jednačtyřicetiletého Pařížana k tomu, aby vytvořil nový systém mezi japonskými bojovými uměními? Jakým řízením osudu se Francie stala centrem rozvoje japonských bojových umění v Evropě? Čím a jak se liší od ostatních bojových umění? V uplynulém roce o tom všem napsal mistr Floquet knihu nazvanou Myšlenky v pohybu (Pensées en mouvement). Místo jejího dlouhého překladu vám osvětlíme historii aikibudo krátkou charakteristikou jednotlivých období jeho vývoje.
Sókaku Takeda (1859–1943)
Nejhlubší kořeny aikibudo sahají ke středověké válečné metodě nazývané aikidžúdžucu. Ai znamená v japonštině soulad či harmonie. Ki označuje sílu nebo energii. Koncept aiki spočívá ve využití souladu energií. Ve středověku existovaly různé samurajské klany vyvíjející umění aikidžúdžucu. Nejvýznamnějším z nich byl rod Takeda. Sókaku Takeda, vynikající bojovník, rodové umění dále rozvinul, systematizoval a na přelomu 19. a 20. století ho začal jako první veřejně vyučovat pod názvem daito rju aikidžúdžucu.
Morihei Uešiba (1883–1969)
Jedním z nejnadanějších studentů Sókaku Takedy byl Morihei Uešiba. Daito rju aikidžúdžucu studoval pod jeho vedením od roku 1915. Uešiba byl velmi nábožensky založený člověk. Techniky daito rju začal záhy přetvářet tak, aby byly méně destruktivní. Přesto se ještě v letech 1932 až 1942 jeho dodžo Kóbukan říkalo džigoku – pekelné. Interpretaci daitó rju aikidžúdžucu, kterou zde Uešiba vyučoval, se neoficiálně říkalo aikibudo nebo také aiki no miči. Uešiba techniky nadále rozvíjel a v roce 1942 zaregistroval na Ministerstvu školství nové bojové umění – Aikido.
Minoru Močizuki (1907–2003)
V roce 1930 zhlédl ukázku daito rju aikidžúdžucu v podání Morihei Uešiby zakladatel džúdo Džigoro Kano. Umění Uešiby na něho udělalo vynikající dojem. Kano vyslal do Kóbukanu několik svých nejlepších studentů. Mezi nimi byl i talentovaný mladý džidoóa Minoru Močizuki, v té době již se zkušenostmi v gjokušin rju džúdžucu, katori šinto rju, kendó, džódó a iaidžucu. Močizuki se učil velmi rychle a již v roce 1931 založil vlastní dodžo Joseikan (Palác pěstování božské pravdy). V letech 1933 až 1935 byl Močizuki Uešibův učideši v Kóbukanu. Od roku 1951 Minoru Močizuki působil jako kulturní atašé institutu Nihon v Paříži. Provedl zde ukázku různých směrů japonského budo a stal se tak první osobou, která v Evropě prezentovala aikido a katori šinto rju.
Po třech letech se Močizuki vrátil do vlasti a ve Francii se začaly rozvíjet dva systémy budo: aikido aikikai a Močizukiho školu –  joseikan budo. S Močizukim odjel do Japonska také mladý francouzský džudoka Jim Alcheik (1931 – 1962), který zde strávil tři roky studiem joseikan budo. Po svém návratu do Francie se stal oficiálním zástupcem školy Joseikan pro Evropu. V roce 1962 však Jim Alcheik tragicky zahynul. Francouzská organizace tak ztratila svou vůdčí osobnost. O situaci informoval mistra Močizukiho Alain Floquet, asistent Jima Alcheika. Mistr Močizuki ihned jmenoval svého syna Hiro vedoucím joseikan budo pro Evropu a vyslal ho do Francie. Ani to však situaci nevyrešilo. Hiró Močizuki začal systém svého otce přetvářet ve sportovní odvětví. Nový sportovní trend však nepřijali zastánci původní školy Joseikan. Ta se rozštěpila na dvě větve, které se nadále rozvíjely samostatně. Název joseikan budo se vžil pro směr Hiro Močizukiho a joseikan aikido pro starý systém Minoru Močizukiho. V roce 1966 Minoru Močizuki jmenoval Alaina Floqueta oficiálním technickým ředitelem jeseikan aikido ve Francii a v roce 1970 pro celou Evropu.
Alain Floquet (* 1939)
Již během studia joseikan aikido se začal sensei Floquet věnovat i starým školám japonských bojových umění (korju). Bylo to daito rju aikidžúdžucu u Tokimune Takedy a tenšin šóden katori šinto rju u Jošio Sugina. Díky zkušenostem v korju se začal způsob cvičení Alaina Floqueta měnit. Ještě v roce 1973 založil Alain Floquet organizaci CERA za účelem rozvoje staré školy joseikan aikido v Evropě. V roce 1978 Minoru Močizuki udělil Alainu Floquetovi 7. dan joseikan aikido a titul kjoši. Pojetí technik a jejich systematizace se však stále více odlišovaly od systému joseikan aikido. V roce 1980, po dohodě s Minoru Močizukim, Alain Floquet založil vlastní systém – aikibudo. Vzhledem k tomu, že bojové umění vyučované Morihei Uešibou pod neoficiálním názvem aikibudo bylo pouze evolučním mezistupněm na cestě k aikido, je současné aikibudo jediné bojové umění, které lze označovat tímto názvem.

## Symbolika
Hlavním symbolem aikibudo je vyobrazení mečové záštity (cuba), která patří mistru Alainu Floquetovi. Jako symbol příslušnosti k zakladatelově rju, nosí aikibudoka tento znak na levé straně svého keikógi, metaforicky blízko srdci.
Druhým symbolem je kaligrafie skládající se ze čtyř symbolů kandži ai–ki–bu–do. Ta je umístěna na levém rukávu keikógi.
Hierarchie pokročilosti v systému budo je rozlišena barvami vyšití symbolů. Kju nosí oba symboly v černé barvě na bílém podkladu s bílým lemováním. Stupně dan se liší od kju černým lemováním. Kodanša jsou označeni cubou s červeným vyšíváním na bílém podkladu s červeným lemováním. Sensei nosí cuba ve zlaté barvě se zlatým lemováním.